# Parasaissetia ficicola
Parasaissetia ficicola är en insektsart som beskrevs av De Lotto 1965. Parasaissetia ficicola ingår i släktet Parasaissetia och familjen skålsköldlöss. Inga underarter finns listade i Catalogue of Life.